# Saint-Martin-de-Commune
Pour les articles homonymes, voir Saint-Martin.
Saint-Martin-de-Commune est une commune française située dans le département de Saône-et-Loire, en région Bourgogne-Franche-Comté.

## Géographie

### Localisation
La commune se trouve dans la zone d'emploi d'Autun et le bassin de vie du Creusot.

### Communes limitrophes
Les communes limitrophes sont  Collonge-la-Madeleine, Couches, Dracy-lès-Couches, Saint-Gervais-sur-Couches, Saint-Émiland et Tintry.

### Géologie et relief
La superficie de la commune est de 14,57 km2 ; son altitude varie de 363  à   464 mètres.

### Hydrographie

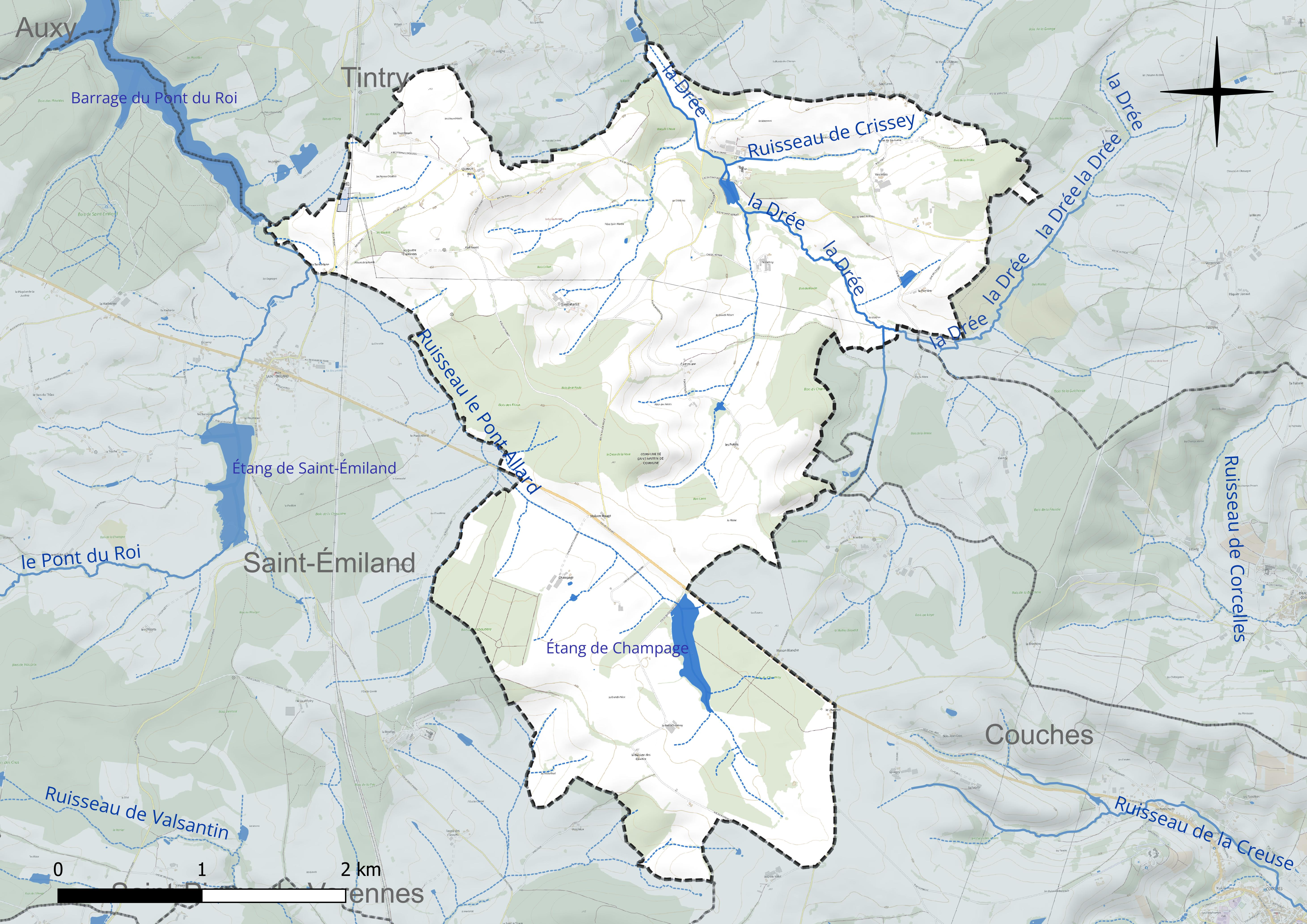
Carte hydrographique de la commune.

La commune est  drainée par divers cours d'eau, dont notamment le ruisseau du Pont Allard, qui sert d'exutoire à l'étang de Champagne.

### Climat
Pour des articles plus généraux, voir Climat de la Bourgogne-Franche-Comté et Climat de Saône-et-Loire.
En 2010, le climat de la commune est de type climat océanique dégradé des plaines du Centre et du Nord, selon une étude du Centre national de la recherche scientifique s'appuyant sur une série de données couvrant la période 1971-2000. En 2020, Météo-France publie une typologie des climats de la France métropolitaine dans laquelle la commune est exposée à un climat océanique altéré et est dans la région climatique Lorraine, plateau de Langres, Morvan, caractérisée par un hiver rude (1,5 °C), des vents modérés et des brouillards fréquents en automne et hiver.
Pour la période 1971-2000, la température annuelle moyenne est de 10,2 °C, avec une amplitude thermique annuelle de 17 °C. Le cumul annuel moyen de précipitations est de 901 mm, avec 12,3 jours de précipitations en janvier et 7,4 jours en juillet. Pour la période 1991-2020, la température moyenne annuelle observée sur la station météorologique de Météo-France la plus proche, « St-Maurice-lès-Couches_sapc », sur la commune de Saint-Maurice-lès-Couches à 9 km à vol d'oiseau, est de 11,5 °C et le cumul annuel moyen de précipitations est de 803,5 mm. 
La température maximale relevée sur cette station est de 40,4 °C, atteinte le 12 août 2003 ; la température minimale est de −16,7 °C, atteinte le 20 décembre 2009,,.
Les paramètres climatiques de la commune ont été estimés pour le milieu du siècle (2041-2070) selon différents scénarios d'émission de gaz à effet de serre à partir des nouvelles projections climatiques de référence DRIAS-2020. Ils sont consultables sur un site dédié publié par Météo-France en novembre 2022.

## Urbanisme

### Typologie
Au 1er janvier 2024, Saint-Martin-de-Commune est catégorisée commune rurale à habitat très dispersé, selon la nouvelle grille communale de densité à sept niveaux définie par l'Insee en 2022.
Elle est située hors unité urbaine et hors attraction des villes,.

### Occupation des sols

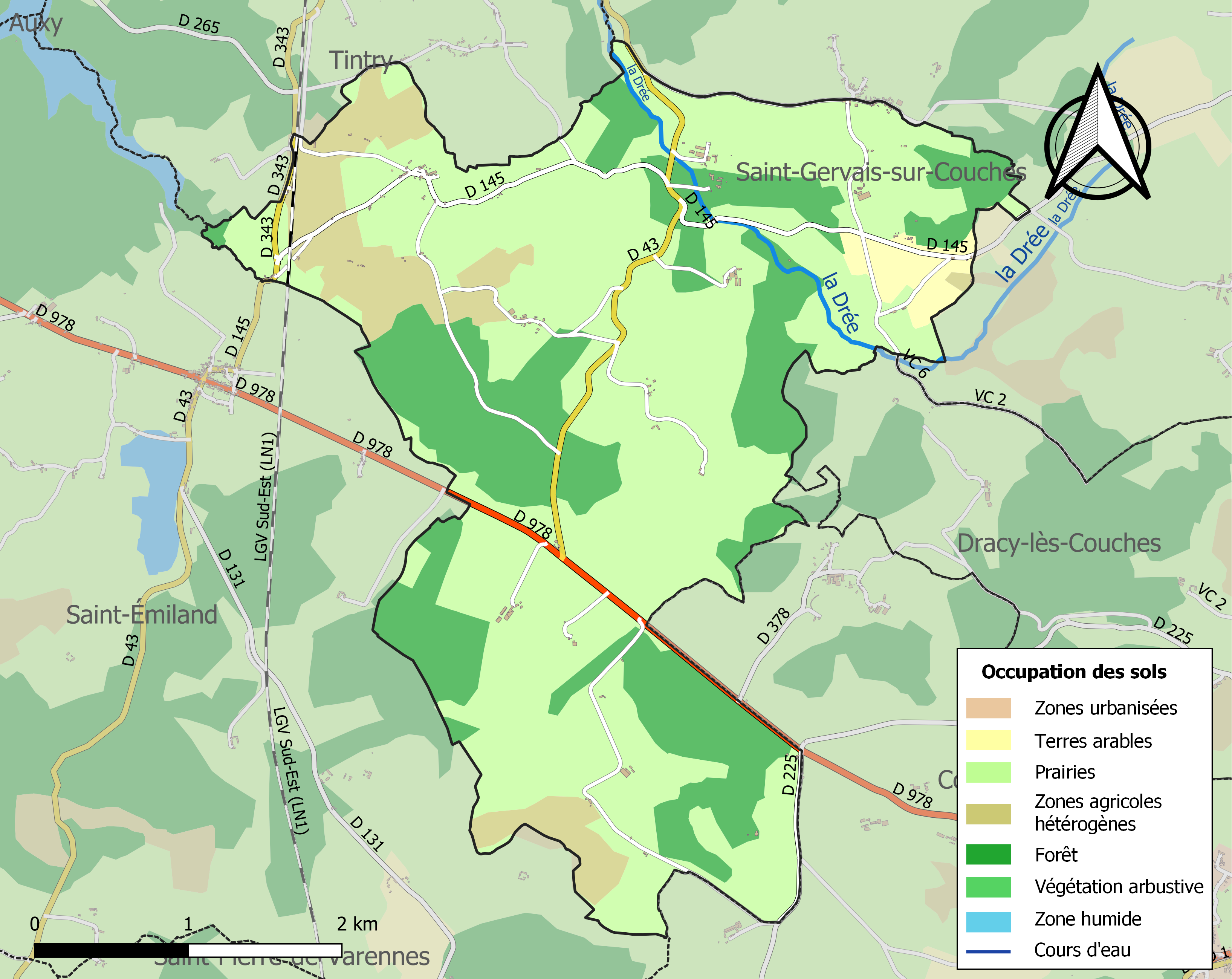
Carte des infrastructures et de l'occupation des sols de la commune en 2018 (CLC).

L'occupation des sols de la commune, telle qu'elle ressort de la base de données européenne d’occupation biophysique des sols Corine Land Cover (CLC), est marquée par l'importance des territoires agricoles (72,5 % en 2018), une proportion identique à celle de 1990 (72,5 %). La répartition détaillée en 2018 est la suivante : prairies (61,6 %), forêts (27,5 %), zones agricoles hétérogènes (8,8 %), terres arables (2,1 %). L'évolution de l’occupation des sols de la commune et de ses infrastructures peut être observée sur les différentes représentations cartographiques du territoire : la carte de Cassini (XVIIIe siècle), la carte d'état-major (1820-1866) et les cartes ou photos aériennes de l'IGN pour la période actuelle (1950 à aujourd'hui).

### Morphologie urbaine
La commune se compose de plusieurs hameaux, sans véritable chef-lieu, la mairie se trouvant à Quincy et l'église à Saint-Martin.

### Habitat et logement
En 2020, le nombre total de logements dans la commune était de 79, alors qu'il était de 81 en 2015 et de 74 en 2010.
Parmi ces logements, 63,7 % étaient des résidences principales, 21,1 % des résidences secondaires et 15,2 % des logements vacants. Ces logements étaient pour 98,8 % d'entre eux des maisons individuelles et pour 1,2 % des appartements.
Le tableau ci-dessous présente la typologie des logements à Saint-Martin-de-Commune en 2020 en comparaison avec celle de Saône-et-Loire et de la France entière. Une caractéristique marquante du parc de logements est ainsi une proportion de résidences secondaires et logements occasionnels (21,1 %) supérieure à celle du département (7,4 %) et à celle de la France entière (9,7 %).
| Typologie                                               | Saint-Martin-de-Commune | Saône-et-Loire | France entière |
| ------------------------------------------------------- | ----------------------- | -------------- | -------------- |
| Résidences principales (en %)                           | 63,7                    | 82,3           | 82,1           |
| Résidences secondaires et logements occasionnels (en %) | 21,1                    | 7,4            | 9,7            |
| Logements vacants (en %)                                | 15,2                    | 10,2           | 8,2            |

### Voies de communication et transports
La commune est desservie par l'ancienne route nationale 78 (actuelle RD 978) qui la relie à Autun et à Chalon-sur-Saône.

## Toponymie
Saint-Martin-de-Commune est l'une des treize communes de Saône-et-Loire portant le nom de l'apôtre des Gaules.

## Histoire

### Moyen Âge
En 1379, le conseil ducal de Bourgogne demande au bailli d'Autun et au châtelain de Montcenis d'enquêter sur un litige impliquant Hugues de Montagu, seigneur de Couches, au sujet du village et de la terre de Champaige, détenus par l'écuyer Louis de Digoine. Par la suite, des membres de la famille de Digoine sont connus à Couches à partir de 1454, dans le sillage de la famille de Montagu.
En 1475, « une forteresse appelée le Petit Digoine qui est a Jehan Maulain » (Archives de Côte d'Or, B 11510, vue 92/487) se trouve dans la localité. Par contre, le hameau de Champaige est en la dépendance du seigneur de Couches mais ses hommes relèvent de Monsieur de Digoine le Petit (id., vue 131/487).

### Temps modernes
Sous l'Ancien Régime, le village était une dépendance du bailliage de Montcenis, du diocèse d'Autun, de l'archiprêtré de Couches.

### Époque contemporaine

Le château de Digoine au tout début du XXe siècle
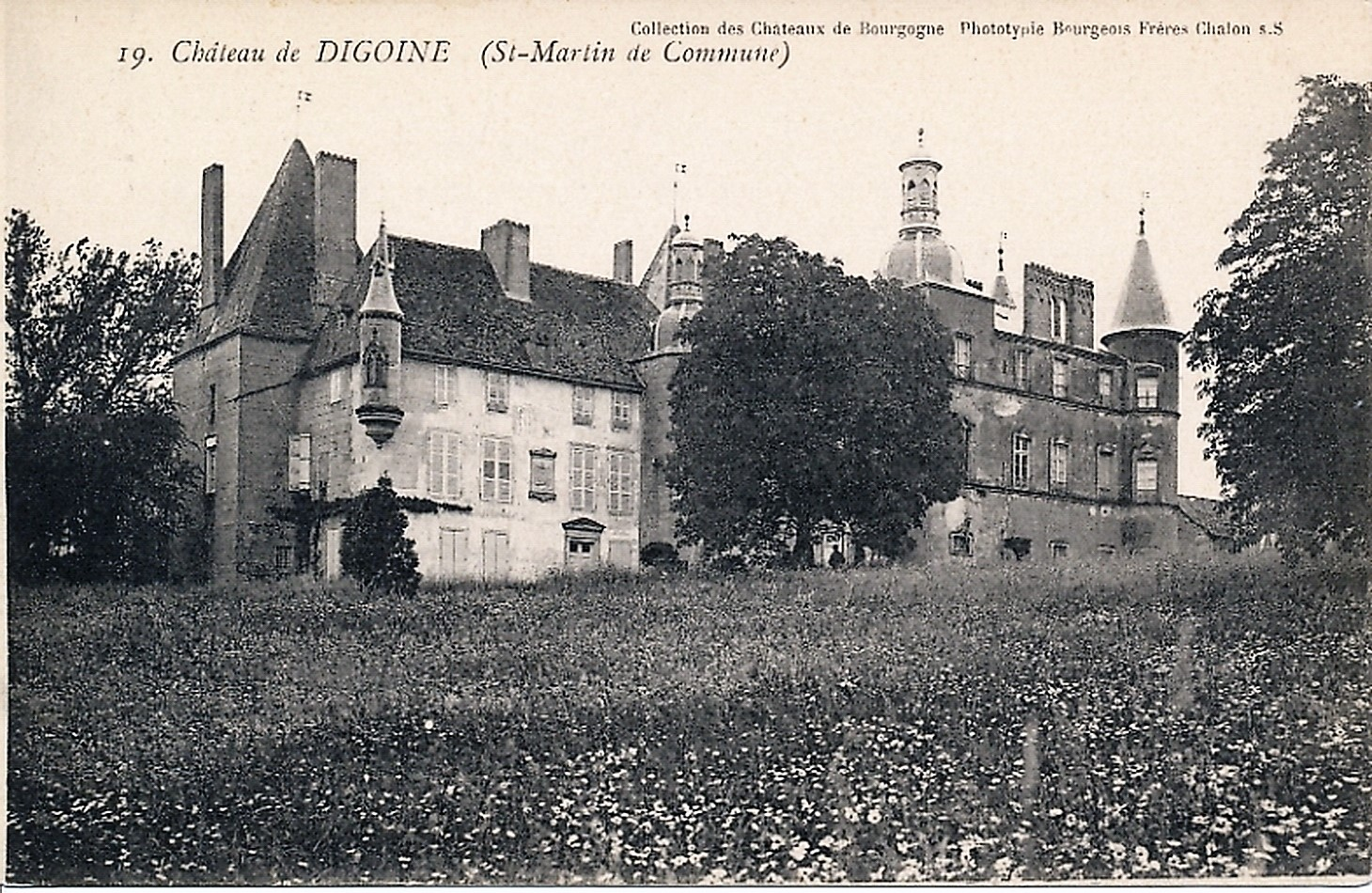
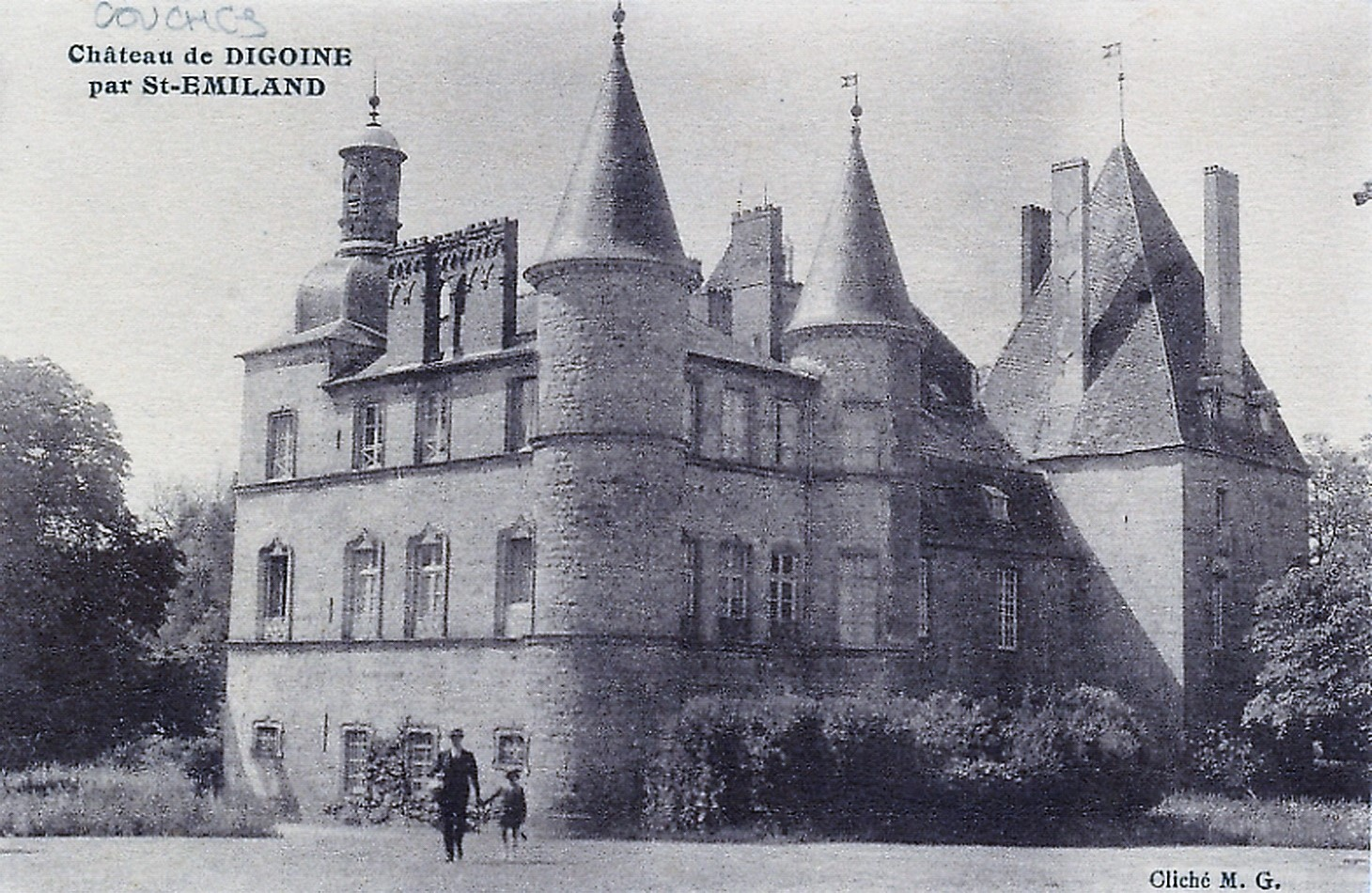
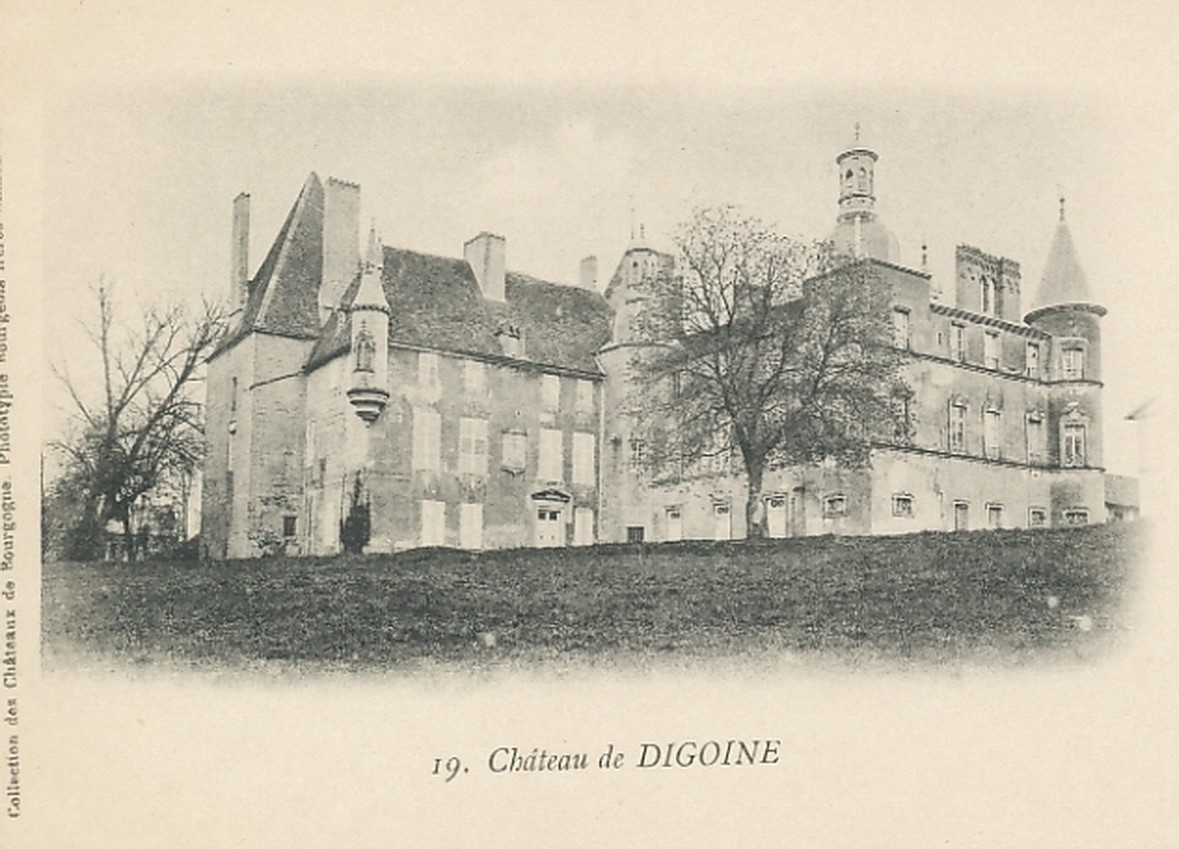

## Politique et administration

### Rattachements administratifs et électoraux

#### Rattachements administratifs
La commune se trouve  dans l'arrondissement d'Autun du département de la Saône-et-Loire
Elle faisait partie depuis 1802 du canton de Couches. Dans le cadre du redécoupage cantonal de 2014 en France, cette circonscription administrative territoriale a disparu, et le canton n'est plus qu'une circonscription électorale.

#### Rattachements électoraux
Pour les élections départementales, la commune fait partie depuis 2014 du canton d'Autun-2
Pour l'élection des députés, elle fait partie de la troisième circonscription de Saône-et-Loire .

### Intercommunalité
Saint-Martin-de-Commune était membre de la communauté de communes de l'Autunois, un établissement public de coopération intercommunale (EPCI) à fiscalité propre créé en 2000 et auquel la commune avait transféré un certain nombre de ses compétences, dans les conditions déterminées par le code général des collectivités territoriales.
Dans le cadre des dispositions de la loi portant nouvelle organisation territoriale de la République du 7 août 2015, qui prévoit que les établissements publics de coopération intercommunale (EPCI) à fiscalité propre doivent avoir un minimum de 15 000 habitants, cette intercommunalité a fusionné avec ses voisines pour former, le 1er janvier 2017, la communauté de communes du Grand Autunois Morvan, dont est désormais membre la commune.

### Liste des maires
| Période                                  | Période                        | Identité                 | Étiquette | Qualité                                                                                         |
| ---------------------------------------- | ------------------------------ | ------------------------ | --------- | ----------------------------------------------------------------------------------------------- |
| Les données manquantes sont à compléter. |                                |                          |           |                                                                                                 |
|                                          |                                |                          |           |                                                                                                 |
|                                          |                                | Charles-François de Musy |           | Mort en 1977.                                                                                   |
|                                          |                                |                          |           |                                                                                                 |
|                                          | 1975                           | M. Lagrange              |           | Mort en fonction                                                                                |
| 1975                                     | mars 2014                      | Gabriel Chavy            |           | Vice-Président de la CC de l’Autunois (2001 → 2014) Membre du Bureau National des Maires Ruraux |
| mars 2014                                | mars 2023                      | Sylvain Chavy            |           | Fils de Gabriel Chavy Chevalier du Mérite agricole Démissionnaire                               |
| juin 2023                                | En cours (au 30 novembre 2023) | Bruno Maréchal           |           | Ingénieur ou cadre technique d'entreprise                                                       |

## Démographie
L'évolution du nombre d'habitants est connue à travers les recensements de la population effectués dans la commune depuis 1793. Pour les communes de moins de 10 000 habitants, une enquête de recensement portant sur toute la population est réalisée tous les cinq ans, les populations de référence des années intermédiaires étant quant à elles estimées par interpolation ou extrapolation. Pour la commune, le premier recensement exhaustif entrant dans le cadre du nouveau dispositif a été réalisé en 2006.

En 2022, la commune comptait 100 habitants, en évolution de −9,09 % par rapport à 2016 (Saône-et-Loire : −1,06 %, France hors Mayotte : +2,11 %).
| 1793 | 1800 | 1806 | 1821 | 1831 | 1836 | 1841 | 1846 | 1851 |
| ---- | ---- | ---- | ---- | ---- | ---- | ---- | ---- | ---- |
| 395  | 348  | 397  | 503  | 542  | 536  | 536  | 579  | 618  |

| 1856 | 1861 | 1866 | 1872 | 1876 | 1881 | 1886 | 1891 | 1896 |
| ---- | ---- | ---- | ---- | ---- | ---- | ---- | ---- | ---- |
| 507  | 471  | 497  | 495  | 498  | 508  | 498  | 459  | 383  |

| 1901 | 1906 | 1911 | 1921 | 1926 | 1931 | 1936 | 1946 | 1954 |
| ---- | ---- | ---- | ---- | ---- | ---- | ---- | ---- | ---- |
| 347  | 311  | 301  | 290  | 241  | 195  | 211  | 200  | 165  |

| 1962 | 1968 | 1975 | 1982 | 1990 | 1999 | 2006 | 2011 | 2016 |
| ---- | ---- | ---- | ---- | ---- | ---- | ---- | ---- | ---- |
| 164  | 154  | 134  | 109  | 104  | 103  | 113  | 122  | 110  |

| 2021 | 2022 | - | - | - | - | - | - | - |
| ---- | ---- | - | - | - | - | - | - | - |
| 101  | 100  | - | - | - | - | - | - | - |

## Cultes
D'abord annexe de Saint-Émiland, Saint-Martin ne fut érigé en cure qu'en 1827.
Pour le culte catholique, saint-Martin-de-Commune fait partie de la paroisse Notre-Dame de la Drée (siège à Épinac), qui compte quatorze villages.

## Culture locale et patrimoine

### Lieux et monuments
Sont à voir sur le territoire de la commune :
- le château de Digoine, construit sur une colline près de Palinges, sur la rive gauche de la Bourbince, et qui remonte à une motte castrale du Xe siècle, où est ensuite construite une maison forte. L'ancien édifice est démoli, et le bâtiment actuel construit en 1709, puis embelli entre 1750 et 1770[23] ;
- l'église romane du XIIe siècle, placée sous le vocable de saint Martin, restaurée aux XVe et XVIIIe siècles[24] ;
- les vestiges de château, au bourg ;
- le vallon de la Digoine ;
- l'étang de Charmoy ;
- la carrière de gypse.

## Pour approfondir